# 白地乡
白地乡，是中华人民共和国西藏自治区山南市浪卡子县下辖的一个乡。

## 行政区划
白地乡下辖以下地区：
白地村、杂塘村、叶色村、扎玛龙村、曲色村、格瓦村、龙桑村和多扎村。